# Astilbe
Astilbe là một chi thực vật có hoa trong họ Saxifragaceae.